# Giovanna Bemporad
Giovanna Bemporad (Ferrara, 16 de noviembre de 1928-Roma, 6 de enero de 2013) fue una poeta y traductora italiana.

## Biografía
De origen judío, hija de un importante abogado, fue estudiante del instituto "Galvani" de Bolonia y alumna irregular declarada por Leone Traverso, Carlo Izzo y Mario Praz, además de amiga de Camillo Sbarbaro, Cristina Campo, Margherita Dalmati, Paolo Mauri y Pier Paolo Pasolini (con quien pasó el período de guerra cerca de Casarsa).
Durante el fascismo y la persecución de los judíos, se firmó también Giovanna Bembo (por ejemplo sobre la revista "El setaccio"). Después de la guerra, se declaró provocativamente lesbiana por motivos políticos, vivió durante un tiempo en Venecia.
En 1957 se casó con Giulio Orlando (senador en la IX legislatura), con Giuseppe Ungaretti como testigo de boda y Giuseppe De Luca como maestro de ceremonias.
El 6 de enero de 2013 murió en su casa a la edad de 84 años. Está enterrada en el cementerio de Fermo.

## Obras
Comenzó, cuando era adolescente, con una traducción en endecasílabos de la Eneida de Virgilio, en parte reimpresa en 1983 en una Antología de la epopeya que también contiene pasajes de la Ilíada y de la Odisea.
Sus versos fueron recopilados por primera vez en 1948 en el volumen Ejercicios y republicados con numerosas adiciones en 1980 por Garzanti (con una solapa de Giacinto Spagnoletti). Contienen una amplia selección de poemas (Diarios, Dibujos, Aforismos, Dedicatorias, etc.) y traducciones de los antiguos poemas indios de los Vedas, de Homero (tardó 5 años para traducir toda la Odisea) y Safo, de los grandes simbolistas franceses (Charles Baudelaire, Paul Verlaine, Arthur Rimbaud, Stéphane Mallarmé, Paul Valéry) y, de los letristas alemanes modernos (Friedrich Hölderlin, Rainer Maria Rilke, Stefan George). Con esta obra ganó el Premio Vallombrosa, el Premio Stresa y el Premio Elea.
En años anteriores había publicado en Morcelliana, la Elegía de Marienbad de Goethe y los Inni a alla notte de Novalis (también propuesto por Garzanti en 1986, junto con los Canti spirituali). En Vallecchi, se estrenó la Elettra de Hugo von Hofmannsthal (también reimpresa en una nueva versión por Garzanti en 1981 y representada con éxito en el Teatro Olímpico en Vicenza).
En dos ediciones sucesivas, en 1968 y en 1970, se lanzaron las canciones más bellas de la Odisea para las ediciones de Eri; en 1983, Rusconi imprimió una gran antología de la Eneida de Virgilio. En 1990, la editorial florentina Le Lettere publicó (reimpreso en 1992) la obra a la que Bemporad dedicó toda su vida: el borrador final en endecasílabos, aún no completo, de la Odisea, con la que ganó en 1993 el Premio Nacional para la Traducción literaria establecida por el Ministerio de Patrimonio y Actividades Culturales. Giovanni Raboni la definió como una obra "de infinito perfeccionamiento rítmico y sonoro, encaminada a restituir al endecasílabo su derecho a existir en la poesía del siglo XX con una pronunciación original y moderna. Es casi imposible, en su caso, distinguir entre textos originales y textos derivados: en ambos casos circula la misma ansiedad por el absolutismo formal, la misma incandescencia vítrea, una única obsesión enrarecida". Una edición escolar de la misma fue lanzada  2003 en Einaudi, con grabado de voz y comentarios de Vincenzo Cerami. En 2004 se publicó una reimpresión de Le lettere.
En 2004 fue publicado por la pequeña editorial milanesa Archivos de la década de 1900, con la colaboración de Scheiwiller Libri, la correspondencia de Bemporad con Camillo Sbarbaro: Cartas de Camillo Sbarbaro y Giovanna Bemporad (1952-1964) con un escrito de Gina Lagorio.
La última traducción de Bemporad, el Cantico dei Cantici, fue publicado por la editorial Morcelliana en 2006 por la misma autora y, con la introducción de Daniele Garrone.
En 2010, Andrea Cirolla publicó por primera vez, en el Edizioni Archivio Dedalus de Milán, los Ejercicios antiguos y nuevos que incluyen los poemas de los "Ejercicios" y de la vejez; esta edición tiene la particularidad de incluir, además de poemas, también una rica antología crítica con textos de Pier Paolo Pasolini, Giacinto Spagnoletti, Andrea Zanzotto, Helio Pagliarani, Luciano Anceschi, Máximo Raffaeli y Emanuele Trevi. La misma colección de poemas, todavía revisada y ampliada, fue publicada por Valentina Russi en 2011 por Luca Sossella Editore. El mismo año,  Edizioni Archivio Dedalus publicó Giovanna Bemporad - A una forma sorella, libro y DVD con una entrevista suya editada por Vincenzo Pezzella.

## Curiosidad
- Antes de su muerte, Enzo Siciliano estaba trabajando en la biografía de Giovanna Bemporad.